# Severiano Mário Porto
Severiano Mário Vieira de Magalhães Porto (* 19. Februar 1930 in Uberlândia, Bundesstaat Minas Gerais, Brasilien; † 10. Dezember 2020 in Niterói, Brasilien) war ein brasilianischer Architekt und Hochschullehrer. Er gilt als einer der wichtigsten Architekten Brasiliens im 20. Jahrhundert.

## Leben und Wirken
Seine Familie zog nach Rio de Janeiro, als er fünf Jahre alt war. Dort studierte er Architektur an der Faculdade Nacional de Arquitetura (FNA) der damaligen Universidade do Brasil und machte seinen Abschluss 1954. 1963 war er das erste Mal nach Manaus gekommen und blieb dort 36 Jahre.
In Manaus entstanden seine bekanntesten Bauwerke, die ihm auch den Spitznamen „Architekt des Amazonas“ einbrachten. Er setzte – mit Ausnahmen – auf die Verwendung von Material und Formen, die aus der Region Amazonas stammten. 
Als Hochschullehrer für Architektur und Städtebau war er von 1972 bis 1998 an der Bundesuniversität von Amazonas tätig. Später zog er zurück nach Rio de Janeiro, um nach einem weiteren Umzug seinen Lebensabend in Niterói zu verbringen. Insgesamt hat er rund 300 Projekte vorzuweisen bzw. war an ihnen beteiligt und prägte damit die Architektur Brasiliens und des Amazonas nachhaltig.
Am 10. Dezember 2020 starb Severiano Mário Porto im Alter von 90 Jahren an den Folgen einer COVID-19-Erkrankung in Niterói, wo er auch beigesetzt wurde.

## Auszeichnungen (Auswahl)
- Preis auf der Architekturbiennale 1985 in Buenos Aires
- Mann des Jahres für das französische Architekturmagazin L’Architecture d’Aujourd’hui, 1987.
- 2003 erhielt er die Ehrendoktorwürde der Bundesuniversität von Rio de Janeiro.

## Gebäude/Werke (Auswahl)
- Estadio Vivaldo Lima, Manaus, 1965, (zerstört).
- Campus der Universität von Amazonas, Manaus, 1973.
- Haus für Robert Schuster (* 1930 in Wien, vor den Nazis nach Brasilien geflüchtet), Manaus, 1978.
- Pousada dos Guanavena, Ilha de Silves, 1979.
- Parque Urbanização de Ponta Negra, Manaus, 1992.
- SOS-Kinderdorf in Manaus, 1994.